# Thierry Toutain
Thierry Toutain (14 de febrero de 1962) es un atleta francés especializado en la marcha atlética.
Toutain ganó la medalla de bronce en la Copa del Mundo de Marcha Atlética celebrada en San José en 1991.
Entre sus mejores resultados cabe destacar el noveno puesto conseguido en el Campeonato Mundial de Atletismo de 1991 celebrado en la ciudad de Tokio (20 km). y el décimo en los Juegos Olímpicos de Atlanta 1996 (20 km). En estos mismos juegos olímpicos compitió también en los 50 km, resultando descalificado.
Anteriormente había participado en los Juegos Olímpicos de Seúl 1988 (puesto 18) y en los Juegos Olímpicos de Barcelona 1992, donde resultó descalificado. En ambas ocasiones su participación se realizó sobre la distancia de 20 km.

## Mejores marcas personales
| Mejores marcas personales | Mejores marcas personales | Mejores marcas personales  | Mejores marcas personales |
| Prueba                    | Tiempo                    | Lugar                      | Fecha                     |
| ------------------------- | ------------------------- | -------------------------- | ------------------------- |
| 20 000 km                 | 1h:21:14.9                |                            | 22 de marzo de 1992       |
| 20 km                     | 1h:20:43                  | Poděbrady, República Checa | 19 de abril de 1997       |
| 30 000 km                 | 2h:03:56.5                | Héricourt, Francia         | 24 de marzo de 1991       |
| 50 000 km                 | 3h:40:57.9                | Héricourt, Francia         | 29 de septiembre de 1996  |
| 50 km                     | 3:43:52                   | Helsinki, Finlandia        | 13 de agosto de 1994      |
| 1 hora                    | 15 167 m                  |                            | 2 de junio de 1993        |
| 2 horas                   | 29 090 m                  |                            | 24 de marzo de 1991       |
| PC - Pista Cubierta       |                           |                            |                           |